# Улица Рупниецибас (Рига)
Улица Ру́пниецибас (латыш. Rūpniecības iela — «Промышленная») — улица в исторической части Риги, в Северном районе города. Начинается от улицы Элизабетес, пролегает в северном направлении и заканчивается примыканием к улице Петерсалас. Начало улицы относится к историческому району Центр, а участок севернее улицы Ханзас — к району Петерсала-Андрейсала.

## История
Улица возникла в XVIII веке как безымянная дорога, проходящая по восточной стороне Царского сада (ныне сад Виестура). Застройка начала складываться в середине XIX века; в списке городских улиц впервые упоминается в 1861 году как Задняя Царско-Садовая улица (нем. Hintere Kaiserliche Garten Strasse, латыш. Ķeizardārza aizmugures iela). С 1885 года — Промышленная улица (нем. Industriestrasse, латыш. Industrijas iela). Современное название носит с 1921 года. В годы немецкой оккупации была временно переименована в Landeswehrstraße (латыш. Zemessargu iela); с 1944 года восстановлено название Рупниецибас, которое более не изменялось.

## Транспорт
Общая длина улицы Рупниецибас составляет 1007 метров. На всём протяжении имеется асфальтовое покрытие. От начала улицы до перекрёстка с улицей Ханзас движение одностороннее (в направлении улицы Ханзас), далее двустороннее. Общественный транспорт по улице Рупниецибас не курсирует. Средняя ширина проезжей части — 9 метров.

## Примечательные объекты
- Дом № 1 — бывший доходный дом Давида Бикара (1903, архитектор Рудольф Генрих Цирквиц; скульптуры и украшения выполнены фирмой Otto & Wassil). Памятник архитектуры государственного значения[4].
- Дом № 3 — бывший доходный дом (1908, архитектор Константин Пекшенс). Памятник архитектуры регионального значения[5].
- Дома № 5 и 7 — бывшие доходные дома архитектора Артура Мёдлингера (1911, архитектор А. Мёдлингер). Являются памятниками архитектуры регионального значения[6][7].
- Дома № 9 и 13 — бывшие доходные дома архитектора Константина Пекшенса (соответственно 1910 и 1909, архитектор К. Пекшенс), памятники архитектуры[8][9].
- Дом № 10 — проектировался как Институт истории Компартии Латвии (1984—1988), фактически был передан под фундаментальную библиотеку Академии Наук Латвийской ССР, ныне академическая библиотека Латвийского университета.
- Дом № 11 — бывший доходный дом Лейбы Милла (1911, архитектор А. Мёдлингер). Памятник архитектуры регионального значения[10].

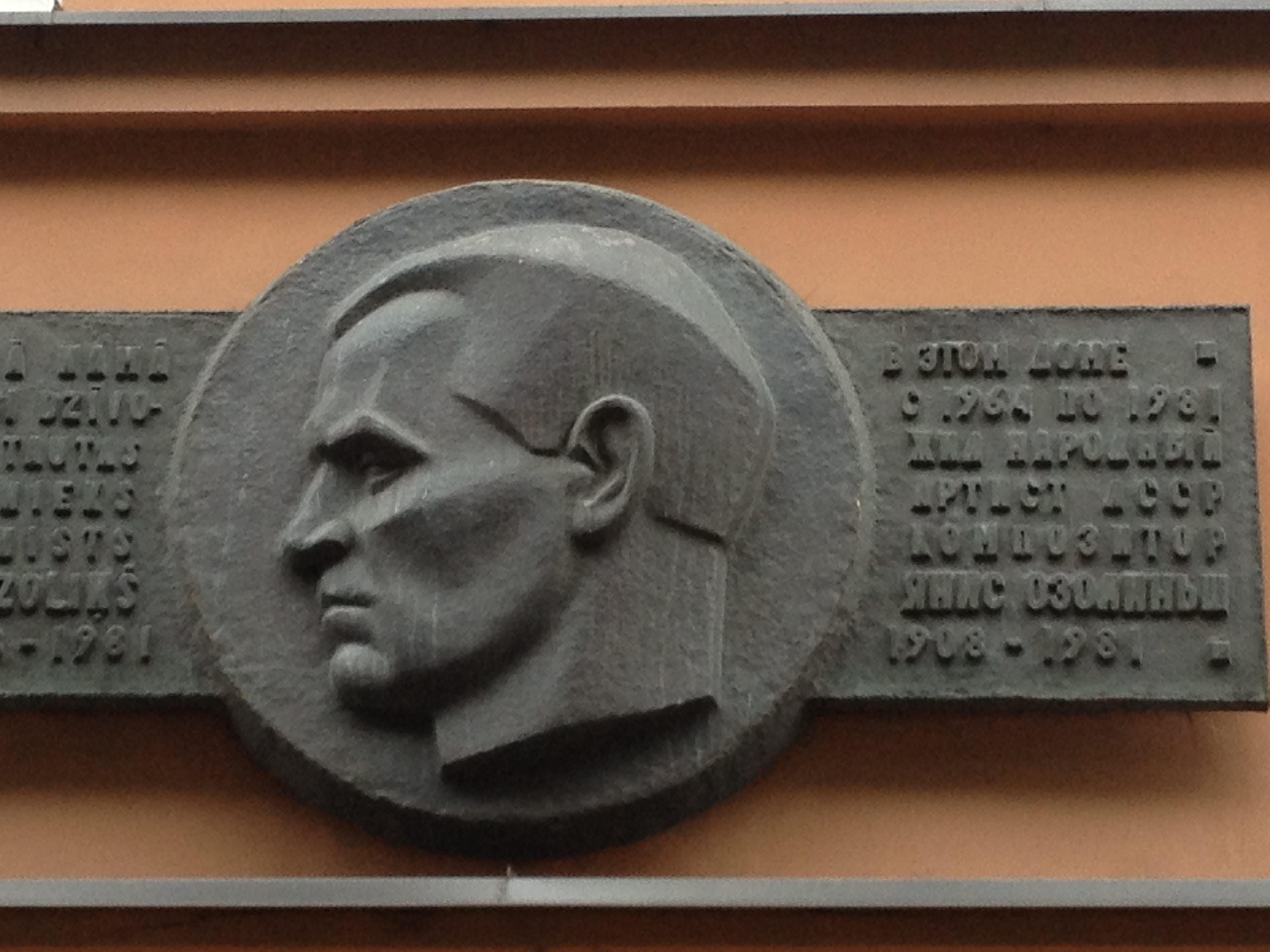
Мемориальная доска на доме № 14

- Дом № 14 — бывший доходный дом (1937). С 1964 по 1981 год здесь проживал композитор и дирижёр Янис Озолиньш, народный артист Латвийской ССР (установлена мемориальная доска).
- Дом № 15 — бывший доходный дом (1930-е годы), памятник архитектуры регионального значения[11].
- Дом № 19 — бывший доходный дом Яниса Коциньша (1939—1940).
- Дом № 21 — Северная исполнительная дирекция (структура городского самоуправления)[12].
- Дом № 23 — бывшее здание министерства строительства Латвийской ССР (1984).
- Дом № 24 — посольство Литовской Республики[13].
- Дом № 32 — деревянный жилой дом (XIX век), памятник архитектуры местного значения[14]..
- Вдоль нечётной стороны улицы после перекрёстка с ул. Ханзас расположен сад Виестура.

Дом № 1
Дом № 3
Дом № 5
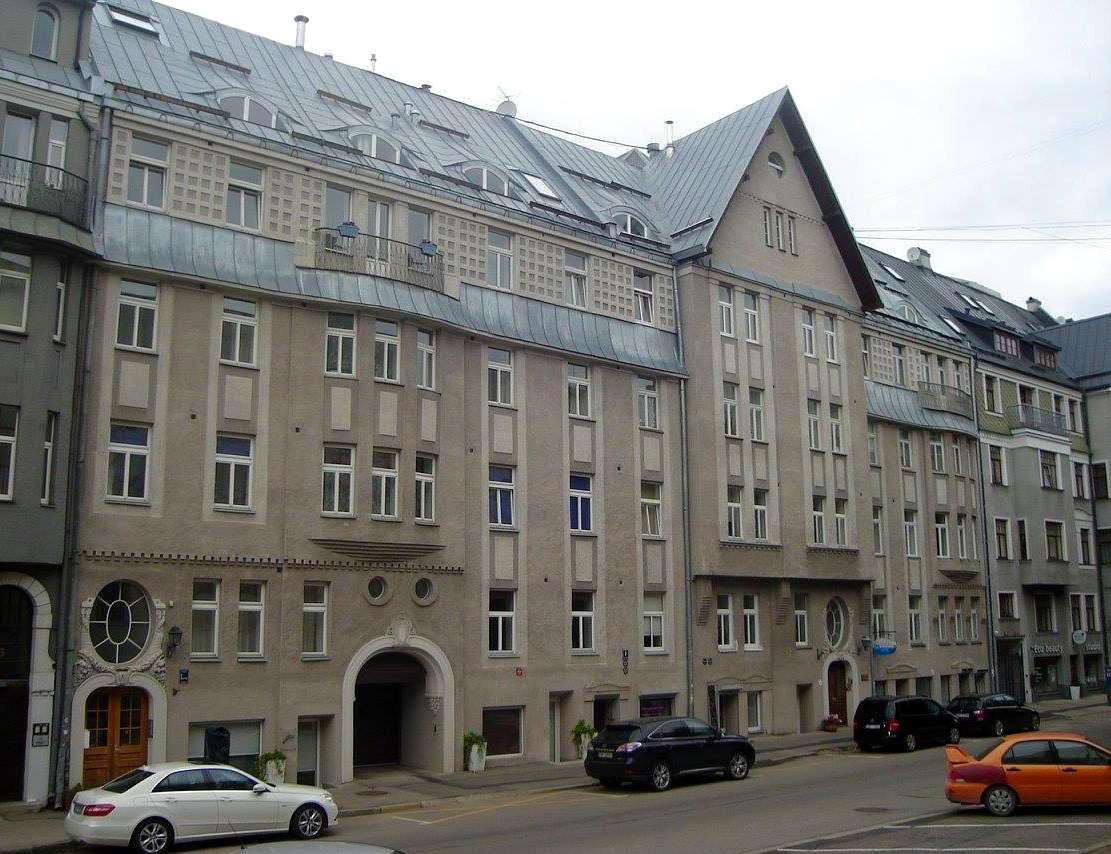
Дом № 7
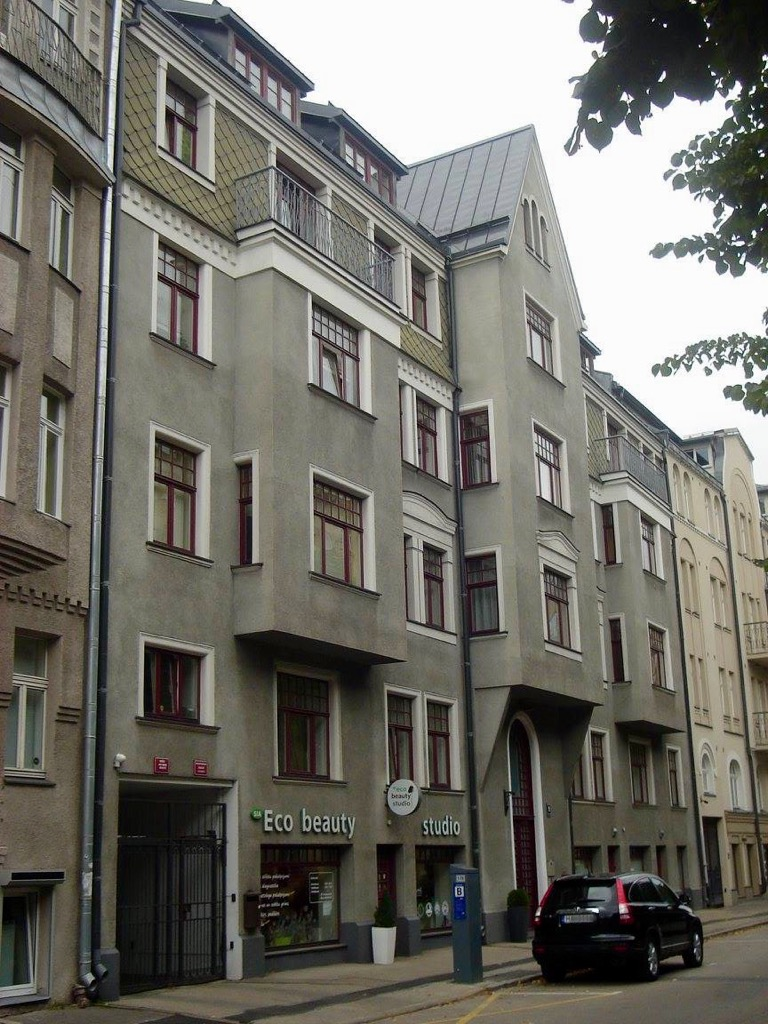
Дом № 9
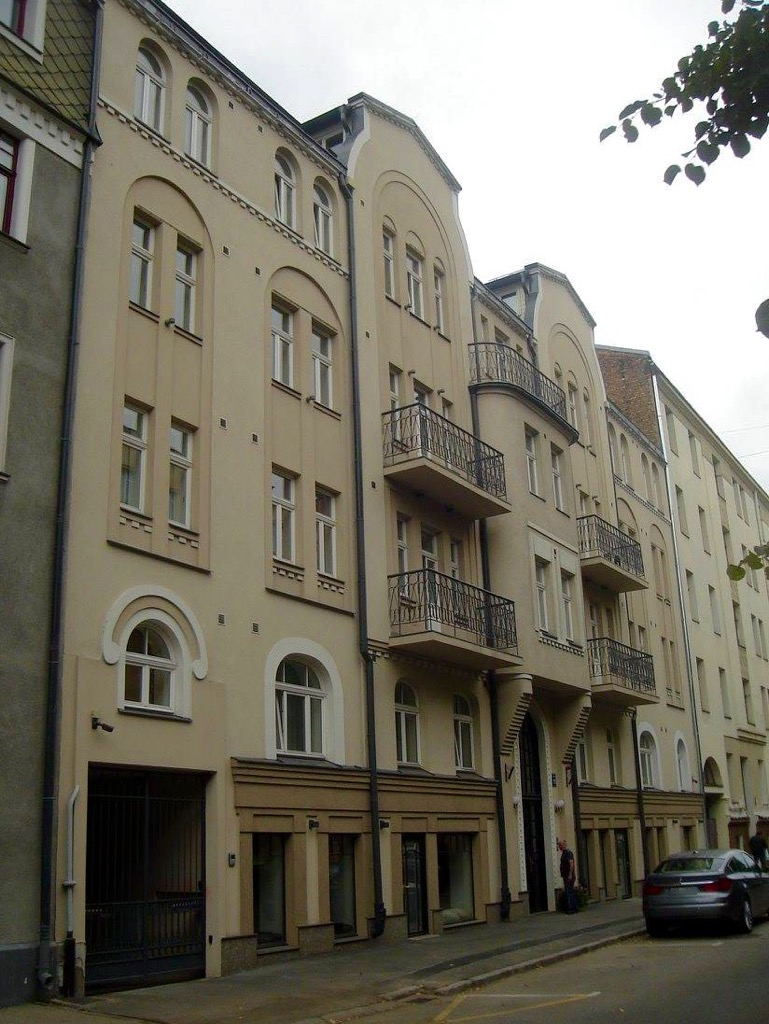
Дом № 11
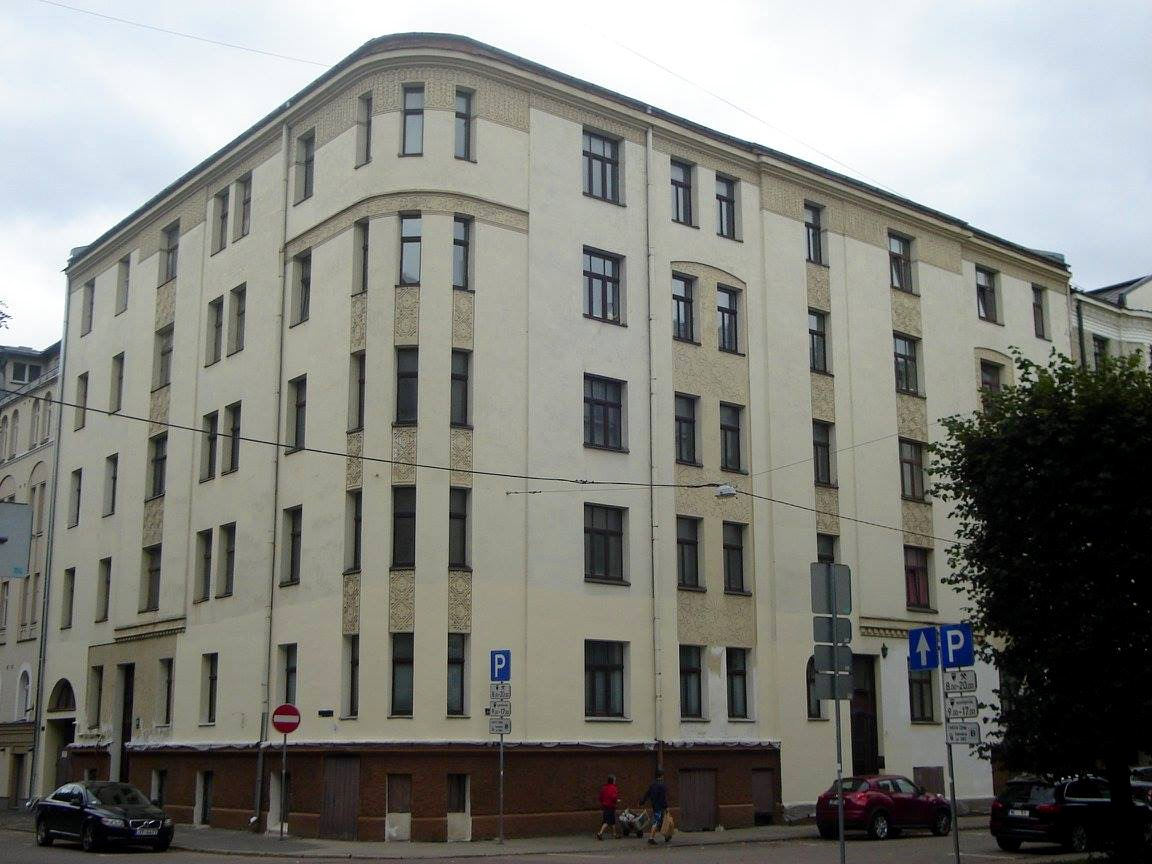
Дом № 13
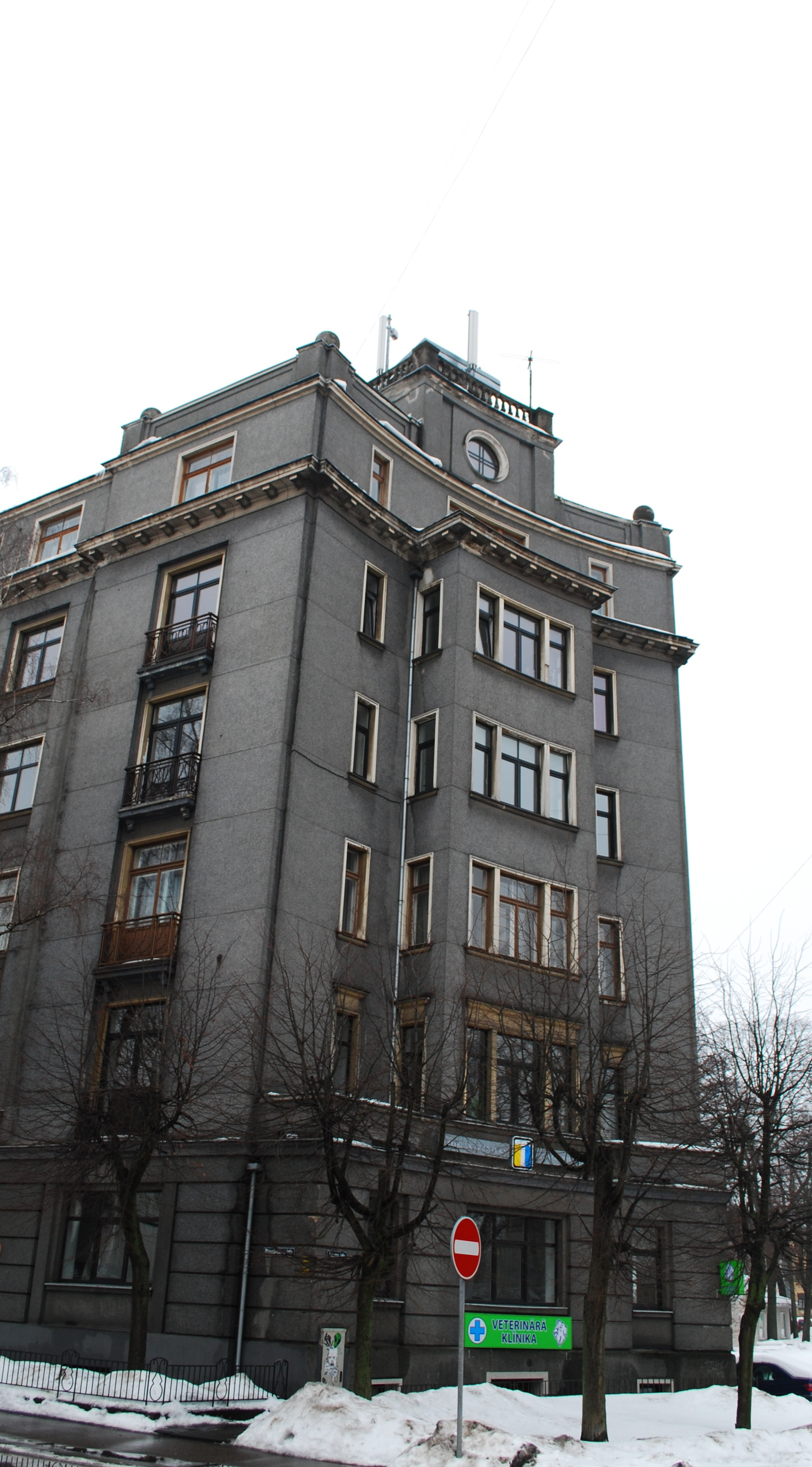
Дом № 19
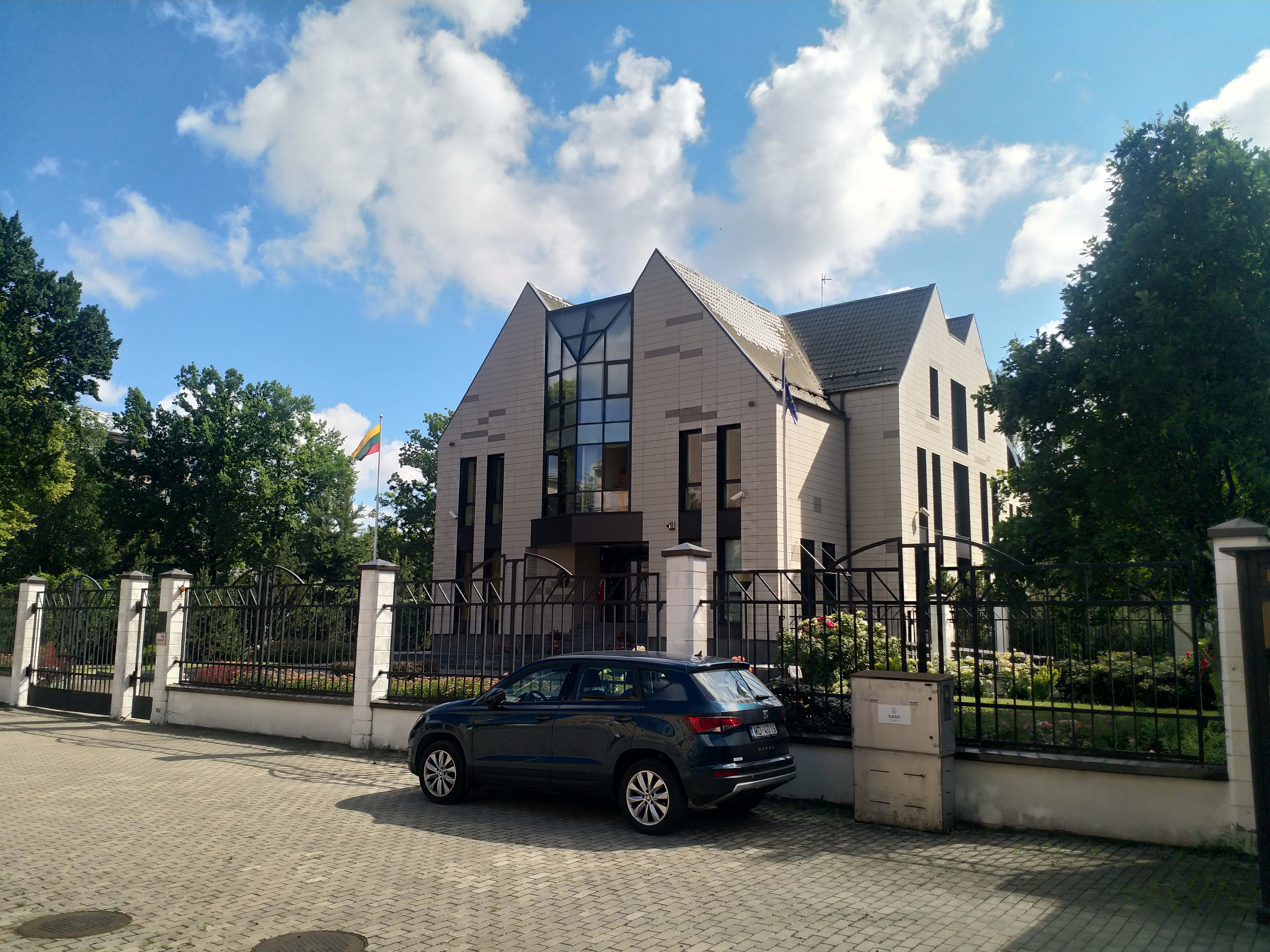
Дом № 24
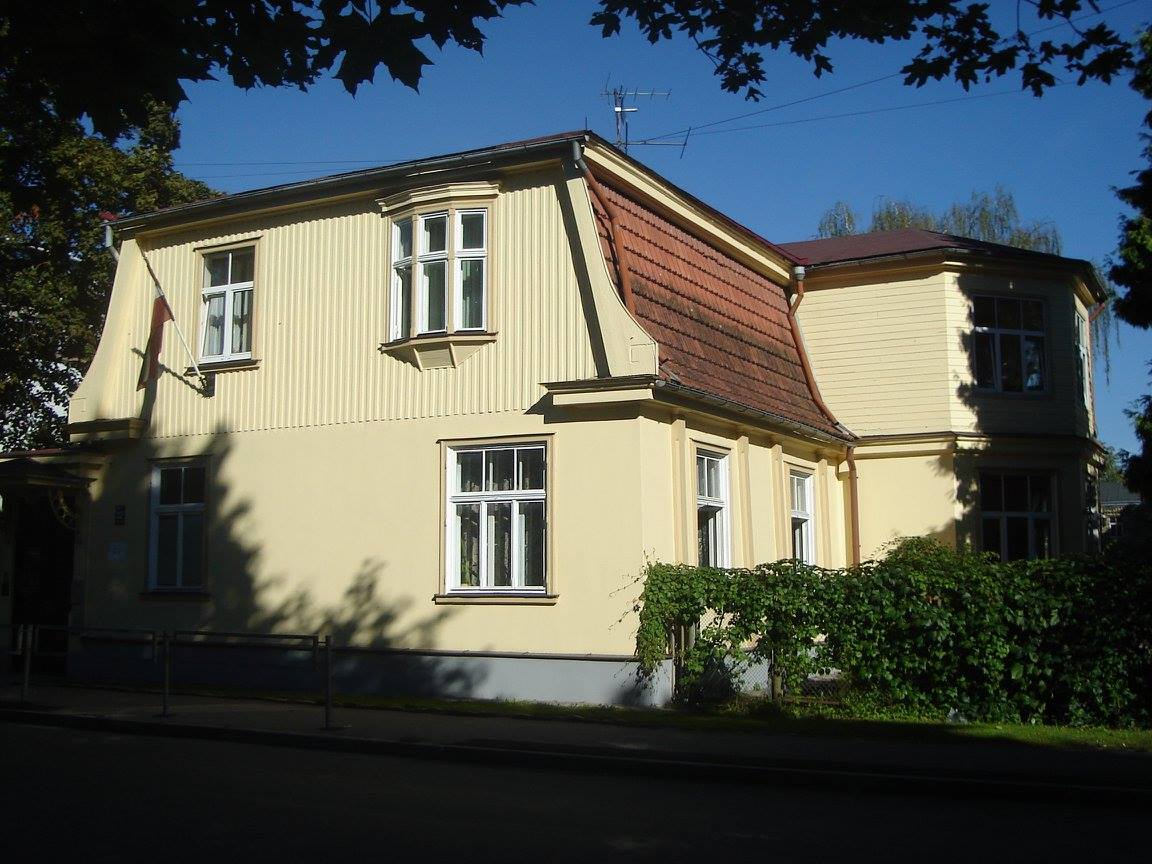
Дом № 32

## Прилегающие улицы
Улица Рупниецибас пересекается со следующими улицами:
- улица Элизабетес
- улица Видус
- улица Валкас
- улица Ханзас
- улица Петерсалас